# Ptychoglossus gorgonae
Ptychoglossus gorgonae är en ödleart som beskrevs av  Harris 1994. Ptychoglossus gorgonae ingår i släktet Ptychoglossus och familjen Gymnophthalmidae. Inga underarter finns listade i Catalogue of Life.